# (15206) 1978 VJ6
(15206) 1978 VJ6 est un astéroïde de la ceinture principale d'astéroïdes découvert en 1978.

## Description
(15206) 1978 VJ6 a été découvert le 6 novembre 1978 à l'observatoire Palomar, situé au nord de San Diego en Californie, par Eleanor Francis Helin et S. J. Bus.

### Caractéristiques orbitales
L'orbite de cet astéroïde est caractérisée par un demi-grand axe de 2,66 UA, un périhélie de 2,45 UA, une excentricité de 0,08 et une inclinaison de 2,94° par rapport à l'écliptique. Du fait de ces caractéristiques, à savoir un demi-grand axe compris entre 2 et 3,2 UA et un périhélie supérieur à 1,666 UA, il est classé, selon la JPL Small-Body Database, comme objet de la ceinture principale d'astéroïdes.

### Caractéristiques physiques
(15206) 1978 VJ6 a une magnitude absolue (H) de 14,6 et un albédo estimé à 0,411.